# Iunie 1998
Acest articol este generat integral pe baza informațiilor din articolul 1998 și este actualizat periodic de un robot.
 Editările făcute în articol vor fi șterse la următoarea actualizare! Dacă doriți să faceți modificări, editați articolul-sursă.

ianuarie -
februarie -
martie -
aprilie -
mai -
iunie -
iulie -
august -
septembrie -
octombrie -
noiembrie -
decembrie
Iunie 1998 a fost a șasea lună a anului și a început într-o zi de luni.

## Evenimente
- 1 iunie: Este fondată Banca Centrală Europeană.
- 2 iunie: Statele Unite recuperează 4 tablouri furate de la Muzeul Bruchental din Sibiu în 1968.
- 10 iunie: Curtea Supremă de Justiție condamnă pe șapte foști membri ai conducerii Companiei Petromin la închisoare cuprinsă între 12 și 2 ani, pentru prejudiciul de 100.544.650 dolari adus societății prin vânzarea la prețuri subevaluate a mai multor nave maritime.[1]
- 12 iunie: Miron Cozma este condamnat la 3 ani de închisoare, instanța schimbându-i încadrarea din subminarea puterii de stat în ultraj contra bunelor moravuri, tulburarea liniștii publice și neîndeplinirea sarcinilor de serviciu.[1] Ulterior, instanța reduce pedeapsa la jumătate și va fi eliberat la 9 iulie 1998 (era închis din ianuarie 1997).
- 18 iunie: Parlamentul aprobă participarea militară a României la acțiunile de menținere a păcii în Bosnia și Herțegovina, în perioada 21 iunie 1998-31 iunie 1999.
- 25 iunie: Instituirea Ordinului „Steaua României”, cu șase grade (Colan, Mare Cruce, Mare Ofițer, Comandor, Ofițer, Cavaler), cel mai înalt ordin național românesc, pentru a recompensa serviciile excepționale, civile și militare aduse statului și poporului român.
- 25 iunie: Microsoft lansează Windows 98 (prima ediție).

## Nașteri
- 4 iunie: Virgil Ghiță, fotbalist român
- 5 iunie: Jaqueline Cristian, jucătoare de tenis română
- 5 iunie: Iulia Lipnițkaia, patinatoare artistică rusă
- 5 iunie: Enea Mihaj, fotbalist albanez
- 10 iunie: Denis Ciobotariu, fotbalist român
- 11 iunie: Charlie Tahan, actor american
- 16 iunie: Ritsu Doan, fotbalist japonez
- 20 iunie: Andrei Rațiu, fotbalist român
- 21 iunie: Yugo Tatsuta, fotbalist japonez
- 23 iunie: Josip Brekalo, fotbalist croat
- 26 iunie: Ugo Humbert, jucător de tenis francez
- 29 iunie: Mattias Käit, fotbalist estonian

## Decese
- 2 iunie: Mihai Ioan Botez, 70 ani, medic neurolog român (n. 1927)
- 10 iunie: Hammond Innes, 84 ani, scriitor britanic (n. 1913)
- 13 iunie: Lúcio Costa, 96 ani, arhitect brazilian (n. 1902)
- 20 iunie: Conrad Schumann, 56 ani, soldat german (n. 1942)